# ジェイムソン・ウィリアムズ
ジェイムソン・ディミトリ・ウィリアムズ（Jameson Demitri Williams, 2001年3月26日 - ）は、アメリカ合衆国ミズーリ州セントルイス出身のプロアメリカンフットボール選手。NFLのデトロイト・ライオンズに所属している。ポジションはワイドレシーバー。

## 経歴

### カレッジ

#### オハイオステート
オハイオ州立大学に進学し、1年目の2019年シーズンは6レシーブ、112レシーブ獲得ヤード、1つのレシービングTDを記録した。
2020年シーズンは9レシーブ、154レシーブ獲得ヤード、2つのレシービングTDを記録した。クレムソン大学とのシュガーボウルでは45ヤードのレシービングTDを記録した。このシーズン終了後、アラバマ大学へ転校した。

#### アラバマ

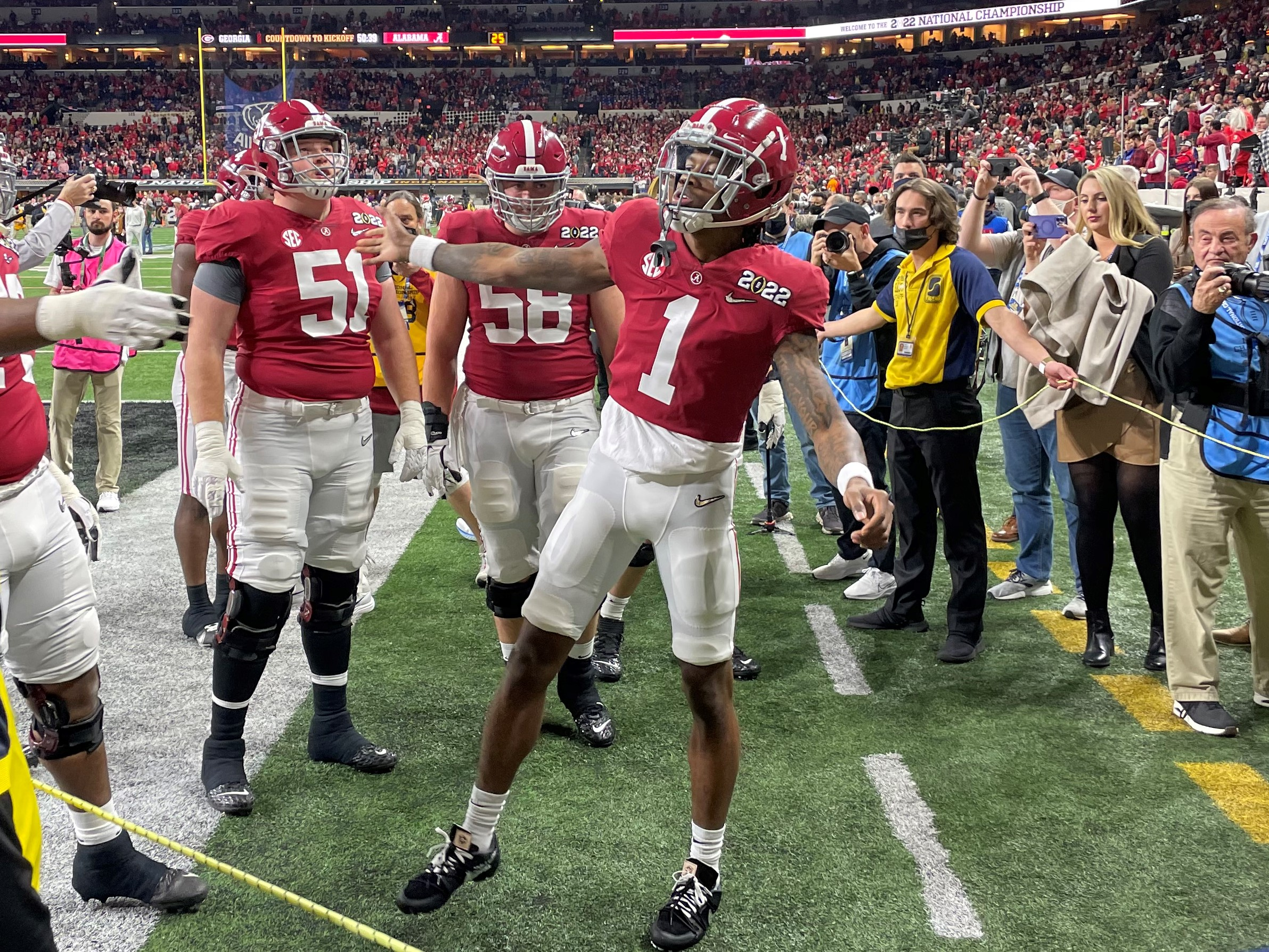
アラバマ大学でのCFPナショナルチャンピオンシップにて
(2022年)

2021年シーズンは開幕から先発を務めた。2022年11月15日のアーカンソー大学戦で8レシーブ、190レシーブ獲得ヤード、3つのレシービングTDを記録した。SECチャンピオンシップのジョージア大学戦では7レシーブ、184レシーブ獲得ヤード、2つのレシービングTDを記録し、勝利に貢献した。チームはCFPナショナルチャンピオンシップに進出し、再びジョージア大学と対戦したが、この試合で左膝の前十字靭帯を断裂し、チームも敗れた。シーズン全体では79レシーブ、1,572レシーブ獲得ヤード、15のレシービングTDを記録し、オールアメリカンファーストチーム、オールSECファーストチームに選出された。また、スペシャルチームのキックオフリターナーとしても活躍し、SECのスペシャルチーム最優秀選手賞を受賞した。シーズン終了後に2022年のNFLドラフトへアーリーエントリーした。

#### 個人成績
| シーズン | チーム           | 試合 | レシーブ | レシーブ | レシーブ | レシーブ | レシーブ | ラン | ラン | ラン | ラン | ラン |
| シーズン | チーム           | 試合 | Rec      | Yds      | Avg      | Lng      | TD       | Att  | Yds  | Avg  | Lng  | TD   |
| -------- | ---------------- | ---- | -------- | -------- | -------- | -------- | -------- | ---- | ---- | ---- | ---- | ---- |
| 2019     | オハイオステート | 4    | 6        | 112      | 18.7     | 61       | 1        | 0    | 0    | 0.0  | 0    | 0    |
| 2020     | オハイオステート | 6    | 9        | 154      | 17.1     | 45       | 2        | 0    | 0    | 0.0  | 0    | 0    |
| 2021     | アラバマ         | 15   | 79       | 1,572    | 19.9     | 94       | 15       | 3    | 23   | 7.7  | 18   | 0    |
| 通算     | 通算             | 25   | 94       | 1,838    | 19.6     | 61       | 18       | 3    | 23   | 7.7  | 18   | 0    |

### デトロイト・ライオンズ
| 6 ft 1+1⁄2 in (187 cm)      | 179 lb (81 kg) | 32+1⁄8 in (82 cm) | 9+1⁄4 in (23 cm) |
| All values from NFL Combine |                |                   |                  |

2022年のNFLドラフトにて全体12位でデトロイト・ライオンズから指名された。ライオンズはこの直前にミネソタ・バイキングスとのトレードで12位指名権を獲得していた。その後、4年総額1,740万ドルのルーキー契約を結んだ。
前述の大学時代の怪我のリハビリのため、2022年シーズンの開幕は故障者リザーブで迎えた。第13週のジャクソンビル・ジャガーズ戦でプロデビューを果たし、翌第14週のバイキングス戦でプロ初のレシービングTDを記録した。オフにリーグのギャンブルポリシーに違反していたことが発覚し、6試合の出場停止処分を受けた。
2023年シーズン開幕後、出場停止処分が6試合から4試合に軽減された。第5週のカロライナ・パンサーズ戦でシーズン初出場し、翌週のタンパベイ・バッカニアーズ戦でシーズン初となるレシービングTDを記録した。
2024年シーズンは15試合に出場し、1000ヤードレシーブを達成した。
2025年4月25日、チームから5年目の契約オプションを行使された。

## 詳細情報

### 年度別成績

#### レギュラーシーズン
| シーズン | チーム | 試合 | 試合 | レシーブ | レシーブ | レシーブ | レシーブ | レシーブ | ラン | ラン | ラン | ラン | ラン |
| シーズン | チーム | GP   | GS   | Rec      | Yds      | Avg      | Lng      | TD       | Att  | Yds  | Avg  | Lng  | TD   |
| -------- | ------ | ---- | ---- | -------- | -------- | -------- | -------- | -------- | ---- | ---- | ---- | ---- | ---- |
| 2022     | DET    | 6    | 0    | 1        | 41       | 41       | 41       | 1        | 1    | 40   | 40   | 40   | 0    |
| 2023     | DET    | 12   | 10   | 24       | 354      | 14.8     | 63       | 2        | 3    | 29   | 9.7  | 19   | 1    |
| 2024     | DET    | 15   | 11   | 58       | 1,001    | 17.3     | 82       | 7        | 11   | 61   | 5.5  | 15   | 1    |
| 通算     | 通算   | 33   | 21   | 83       | 1,396    | 16.8     | 82       | 10       | 15   | 130  | 8.7  | 40   | 2    |